# Daniel (Krstić)
Daniel, imię świeckie Slavko Krstić (ur. 13 maja 1927 w Nowym Sadzie, zm. 20 kwietnia 2002 w Szentendre) – serbski biskup prawosławny.

## Życiorys

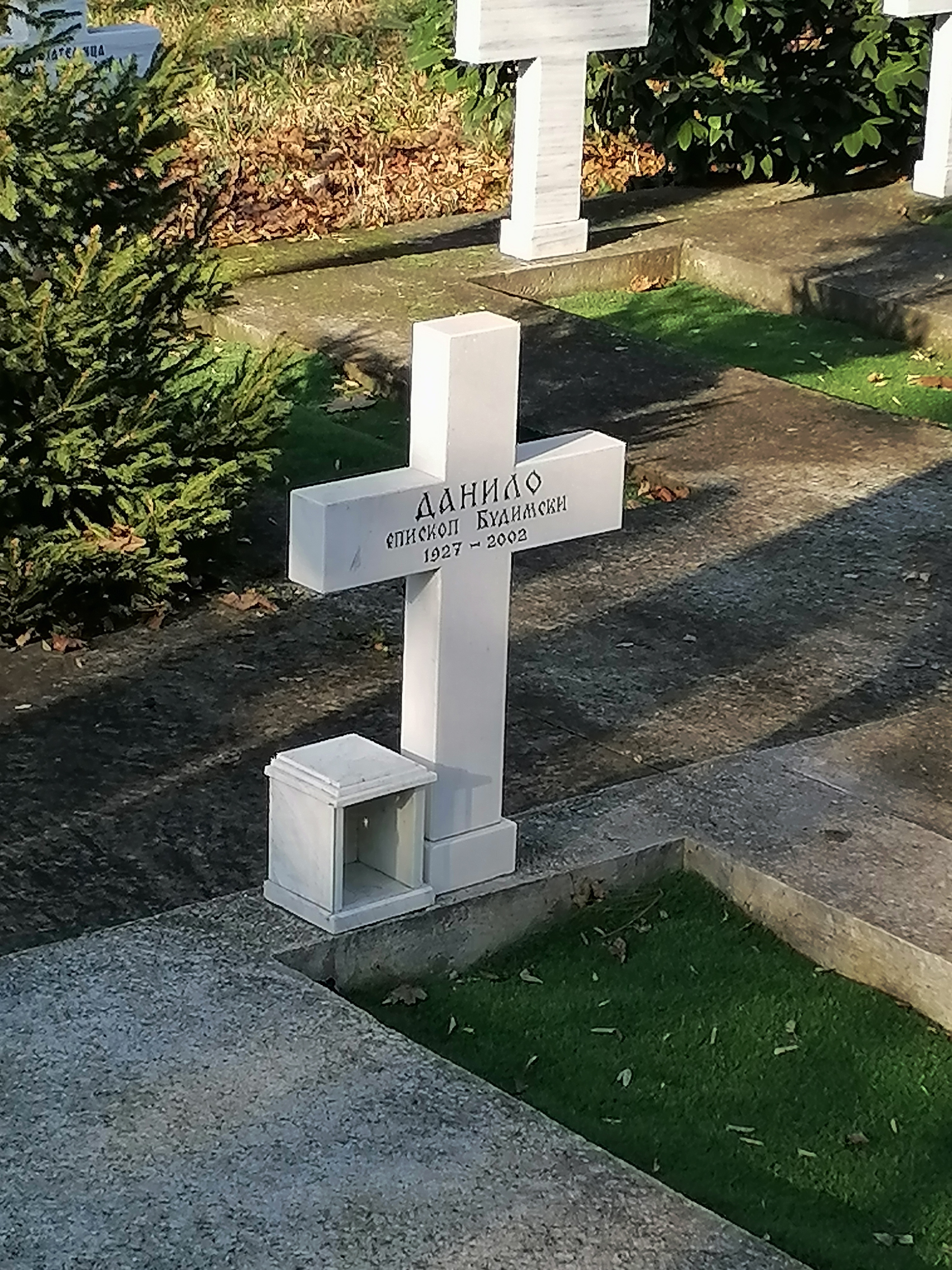

Ukończył gimnazjum w Nowym Sadzie. W 1946 podjął studia prawnicze na Uniwersytecie Belgradzkim, jednak przerwał je po roku. W 1947 wyjechał do Paryża i podjął studia w dziedzinie literatury na Sorbonie. Po uzyskaniu dyplomu przez roku studiował nauki techniczne w Monachium. W 1953 ponownie udał się do Paryża, by podjąć studia teologiczne w Instytucie św. Sergiusza z Radoneża. Pracę dyplomową z teologii obronił w 1958. Podjął następnie prace nad doktoratem z teologii; tytuł doktora uzyskał ostatecznie w 1968.
W 1960 złożył wieczyste śluby mnisze w monasterze św. Sawy w Libertyville, otrzymując imię Daniel na cześć św. Daniela II, arcybiskupa serbskiego. W tym samym roku został wyświęcony na hierodiakona, zaś w 1962 – na hieromnicha. Prowadził pracę duszpasterską w monasterze w Bostonie oraz w etnicznie rumuńskiej parafii prawosławnej w okolicach tego samego miasta. W 1968 wrócił do Jugosławii. Pracował w pismach teologicznych Glasnik i Teološki pogledi.
W 1969 przyjął chirotonię na biskupa marczańskiego, wikariusza archieparchii belgradzkiej. W charakterze konsekratorów w ceremonii wzięli udział patriarcha serbski German, biskup sremski Makary i biskup zwornicko-tuzlański Longin. Od 1984 był administratorem eparchii budzińskiej. Od 1988 pełnił urząd jej ordynariusza. Kierowanie strukturami Serbskiego Kościoła Prawosławnego na Węgrzech łączył z prowadzeniem wykładów z zakresu teologii pasterskiej na wydziale teologii Uniwersytetu Belgradzkiego (1993–1997). Zmarł w 2002 i został pochowany w monasterze Wprowadzenia Matki Bożej do Świątyni w Belgradzie.